# Friedhof Kalevankangas

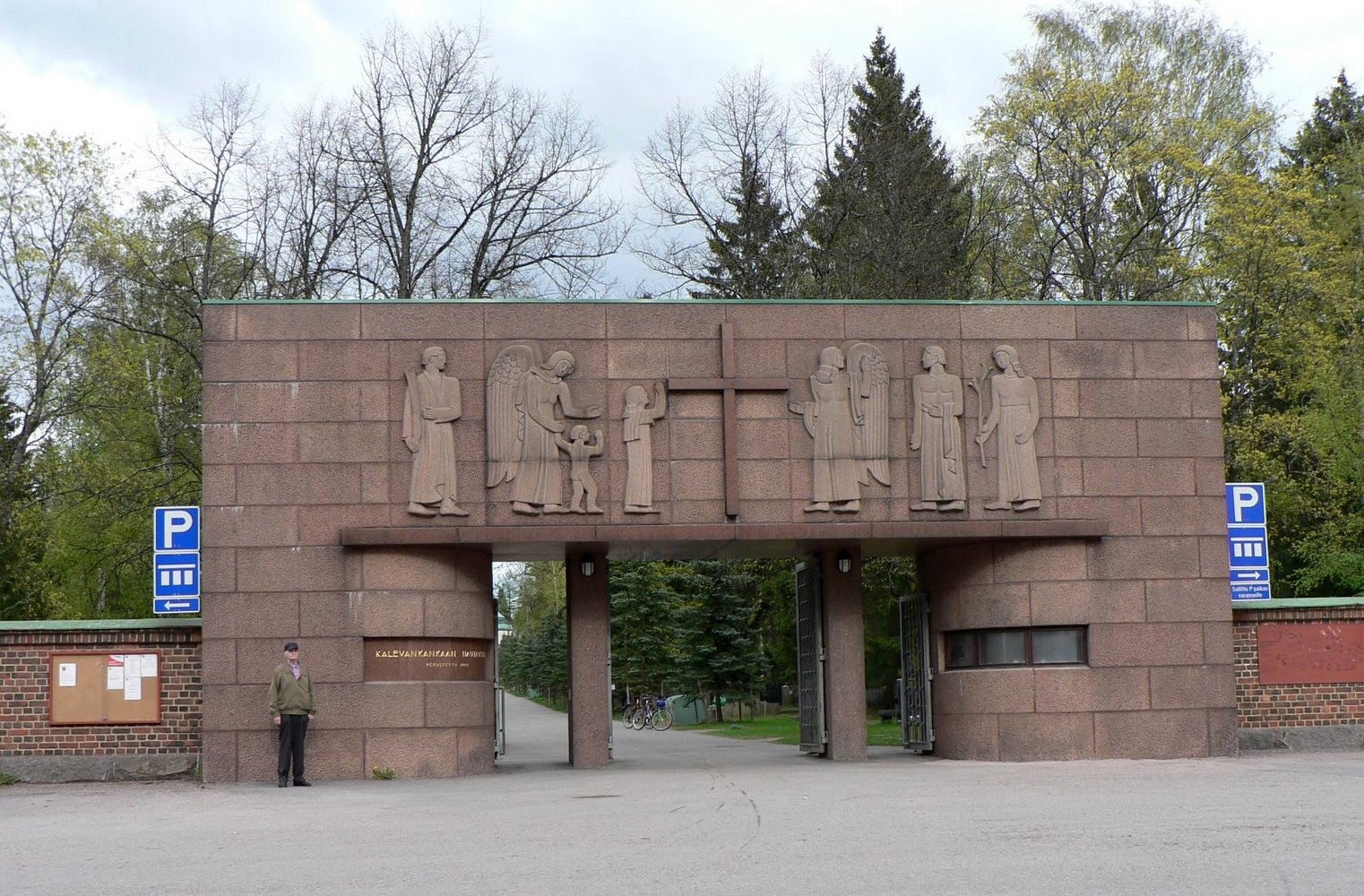
Haupteingang des Friedhofs

Der Friedhof Kalevankangas ist ein Friedhof in Tampere, Finnland, der auf einem Os mit demselben Namen liegt. Er wurde 1880 errichtet und hat eine Fläche von 17 ha.
Auf dem Friedhof und in der Nähe davon wurden heftige Schlachten während des Finnischen Bürgerkrieges gekämpft.
Die Kapelle wurde von Architekten W. G. Palmqvist und Einar Sjöström entworfen und in 1912 erbaut. Sie ist zweimal angebaut worden: 1967 wurde ein Krematorium errichtet und 1984 die sogenannte kleine Kapelle.

## Gedenkstätten
- Die Grabstätte für die acht auf dem See Näsijärvi in 1880 ertrunkenen Jugendlichen
- Die Grabstätte für die gefallenen weißen Soldaten des Bürgerkriegs (Evert Porila, 1921)
- Die Grabstätte für die gefallenen roten Soldaten des Bürgerkriegs (Jussi Hietanen, 1941)
- Die Grabstätte für die Opfer des Brands des Kinos Imatra (Veikko Kallio, 1928)
- Die Grabstätte für die Opfer des Unglücks des Dampfschiffs Kuru (Kirsti Liimatainen, 1930)
- Das Heldengrab für die Gefallenen des Winter- und des Fortsetzungskriegs
- Die Gedenkstätte für die Toten, die in Karelien begraben worden sind (1955)

## Gräber bekannten Persönlichkeiten
- Verner Järvinen, Leichtathlet
- Paavo Kortekangas, Bischof
- Juice Leskinen, Musiker, Dichter, Schriftsteller
- Väinö Linna, Autor
- Eeva-Liisa Manner, Autorin, Dichterin, Übersetzerin
- Markku Peltola, Schauspieler
- Juho Saaristo, Speerwerfer
- Arvo Tuominen, Politiker
- Vilho Tuulos, Leichtathlet
- Jarmo Wasama, Eishockeyspieler
- Ida Vihuri, Politikerin
- Hans Wind, Jagdflieger